# Efferia
Efferia är ett släkte av tvåvingar. Efferia ingår i familjen rovflugor.

## Bildgalleri

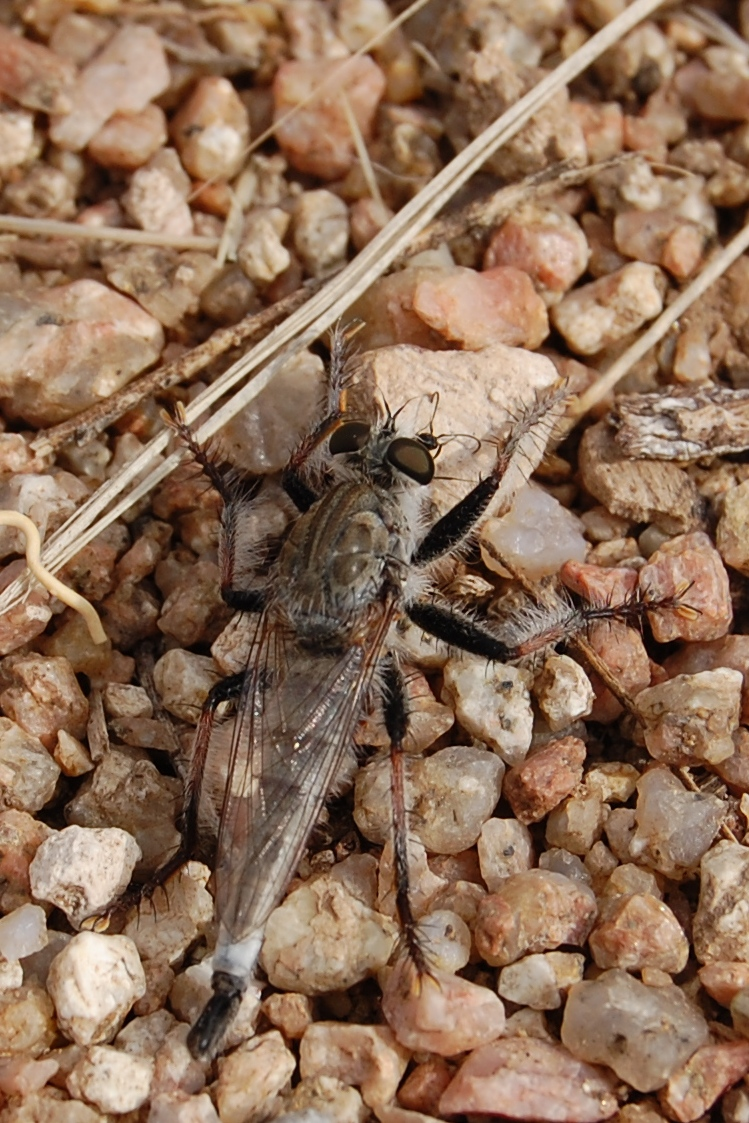
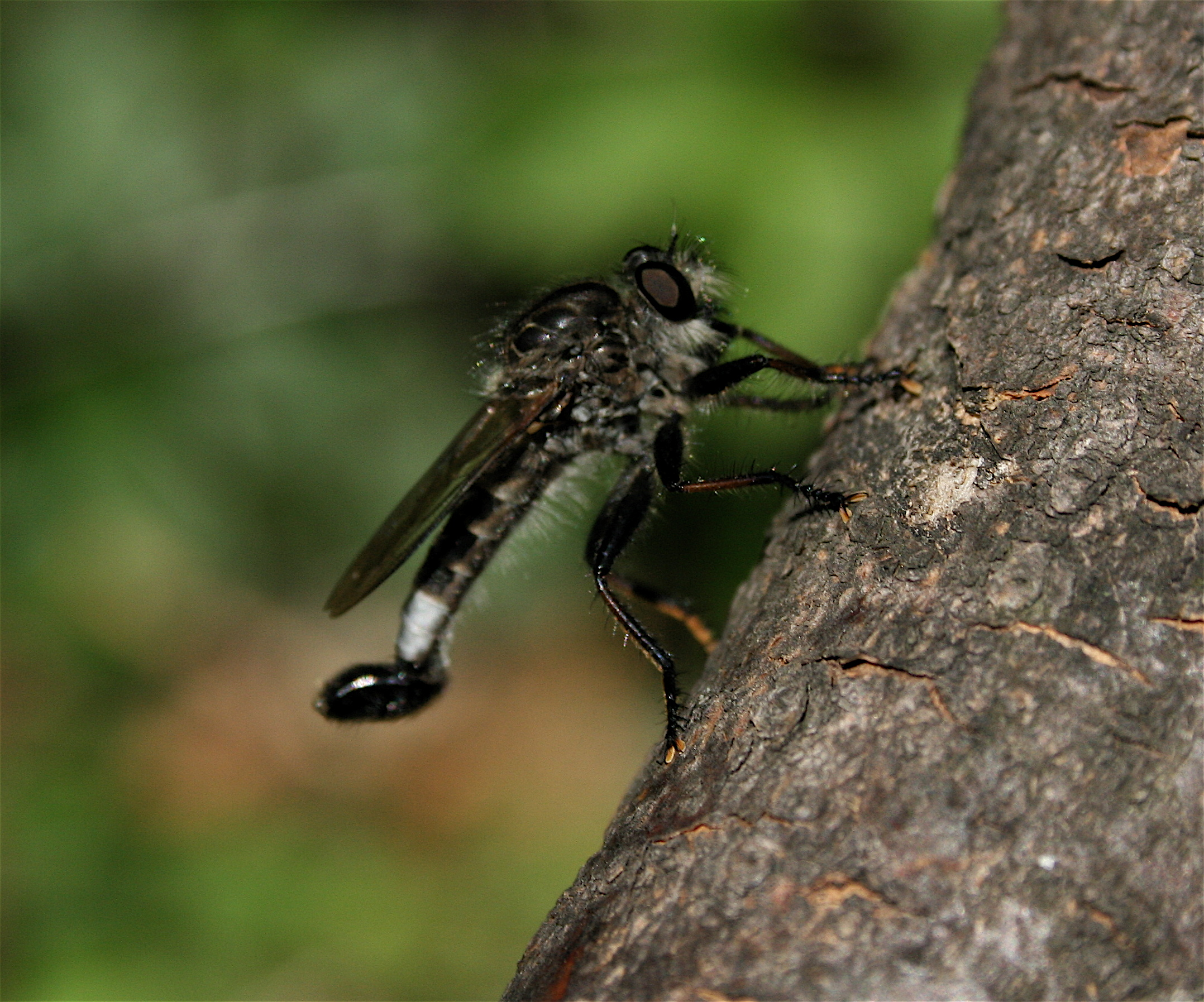
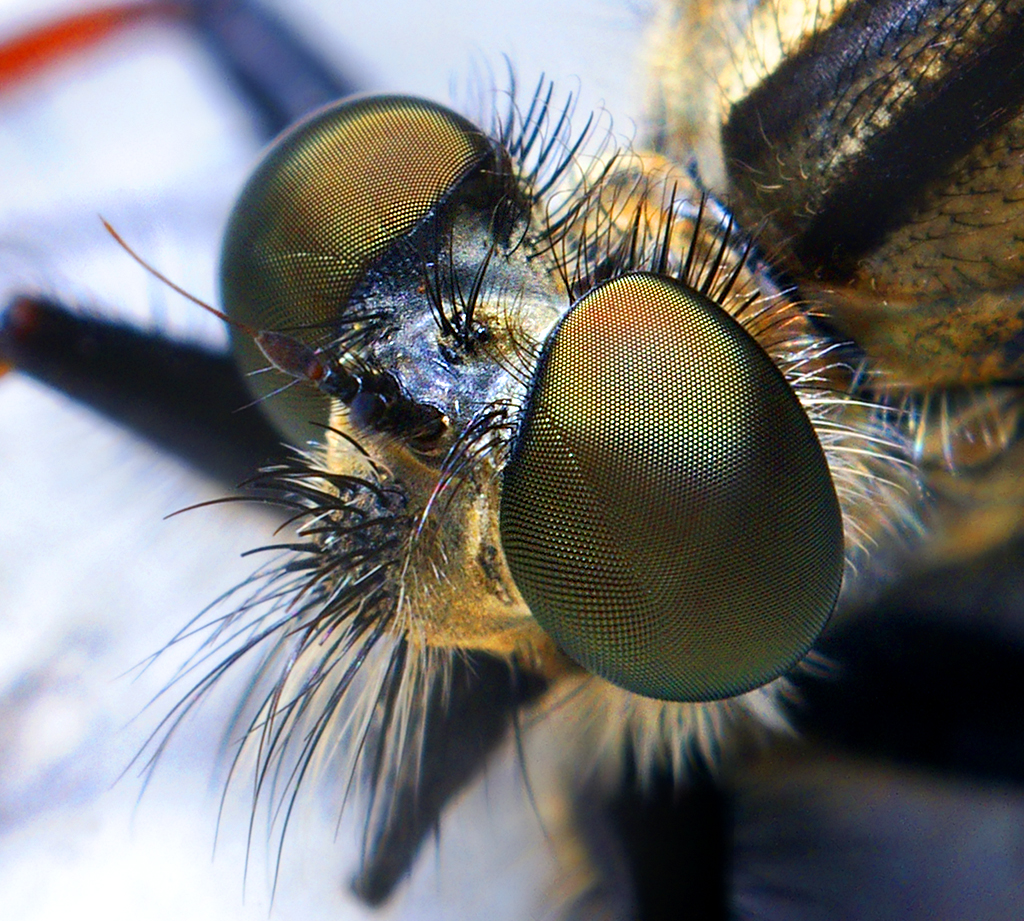
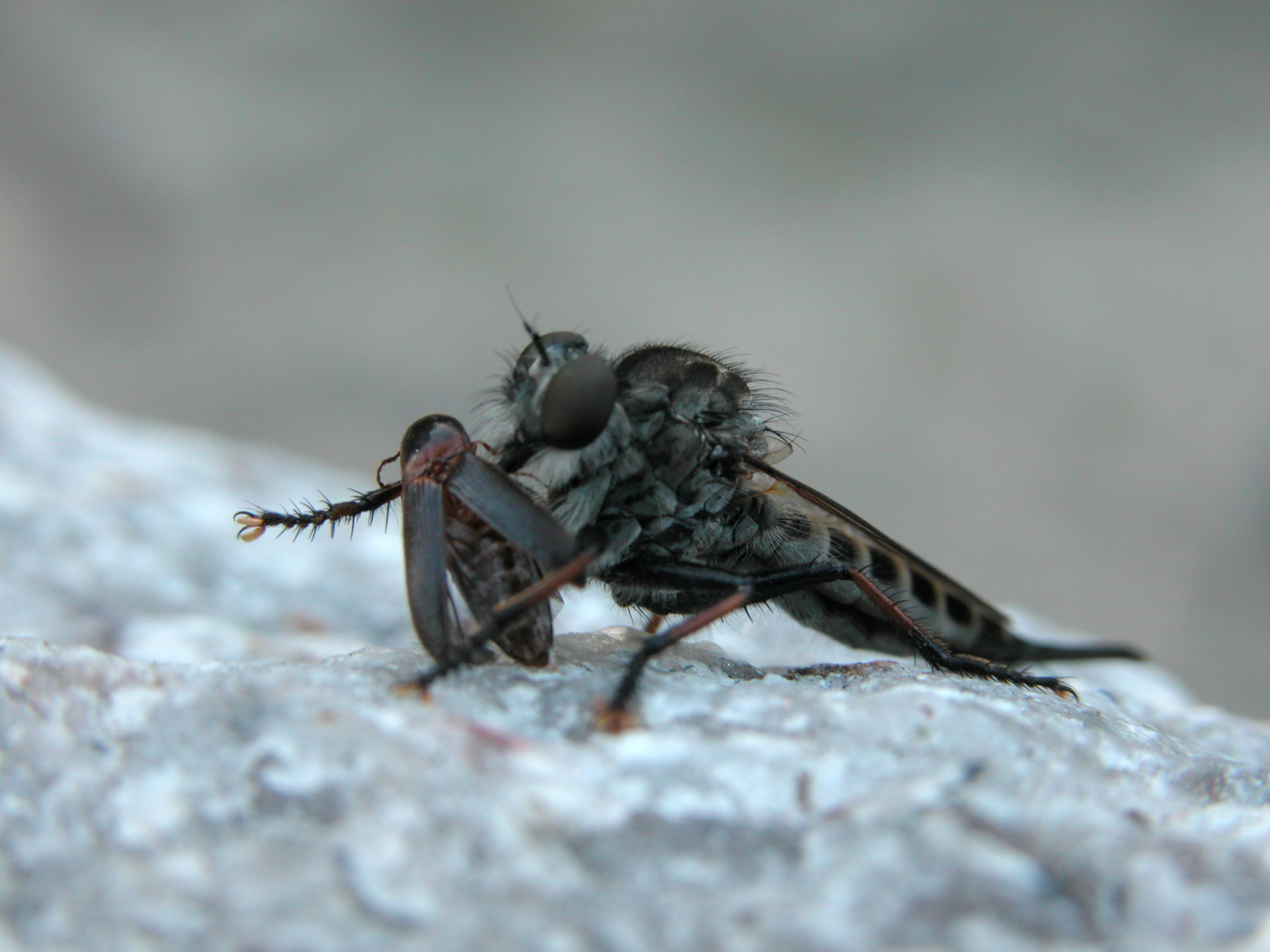
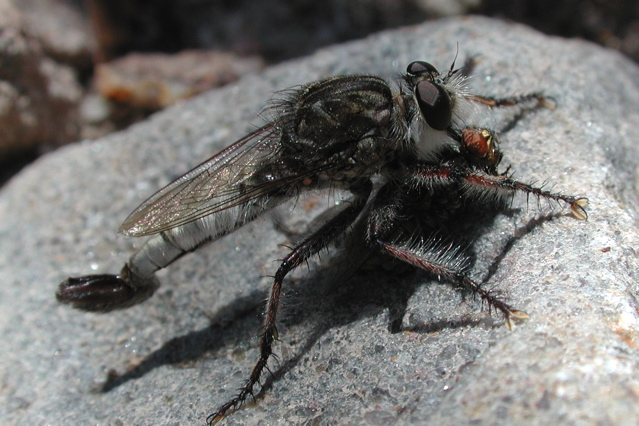

## Dottertaxa tillEfferia, i alfabetisk ordning[1]
- Efferia abdominalis
- Efferia aestuans
- Efferia affinis
- Efferia albibarbis
- Efferia albispinosa
- Efferia alia
- Efferia amarynceus
- Efferia amazonica
- Efferia amphissa
- Efferia angusta
- Efferia anomala
- Efferia antiochi
- Efferia antiphon
- Efferia anza
- Efferia apache
- Efferia aper
- Efferia apicalis
- Efferia argentifascia
- Efferia argentifrons
- Efferia argygogaster
- Efferia argyrosoma
- Efferia arida
- Efferia armata
- Efferia auribarbis
- Efferia aurimystacea
- Efferia auripila
- Efferia aurivestitus
- Efferia azteci
- Efferia badiapex
- Efferia barbiellinii
- Efferia bardyllus
- Efferia basingeri
- Efferia basini
- Efferia beameri
- Efferia belfragei
- Efferia bellardii
- Efferia benedicti
- Efferia bexarensis
- Efferia bicaudata
- Efferia bicolor
- Efferia bilineatus
- Efferia bimaculata
- Efferia bromleyi
- Efferia brunnescens
- Efferia bryanti
- Efferia bullata
- Efferia cabeza
- Efferia calienta
- Efferia caliente
- Efferia californica
- Efferia camposiana
- Efferia cana
- Efferia candida
- Efferia cannella
- Efferia carinata
- Efferia caudex
- Efferia caymanensis
- Efferia cazieri
- Efferia cellatus
- Efferia cerdai
- Efferia chapadensis
- Efferia cingulata
- Efferia clavata
- Efferia clementei
- Efferia cockerellorum
- Efferia commiles
- Efferia completa
- Efferia concinnata
- Efferia coquillettii
- Efferia costalis
- Efferia coulei
- Efferia cressoni
- Efferia cubensis
- Efferia cuervana
- Efferia currani
- Efferia davisi
- Efferia demifasciata
- Efferia deserti
- Efferia dilecta
- Efferia dubia
- Efferia duncani
- Efferia ehrenbergi
- Efferia eraxoides
- Efferia eurylaris
- Efferia exacta
- Efferia eximia
- Efferia femorata
- Efferia flavida
- Efferia flavofasciata
- Efferia forbesi
- Efferia fortis
- Efferia frewingi
- Efferia fulvibarbis
- Efferia fusca
- Efferia fuscanipennis
- Efferia fuscipennis
- Efferia garciai
- Efferia gila
- Efferia gossei
- Efferia grandis
- Efferia halli
- Efferia haloesus
- Efferia halterata
- Efferia harveyi
- Efferia helenae
- Efferia heteropterus
- Efferia hinei
- Efferia hubbelli
- Efferia hyalipennis
- Efferia imbuda
- Efferia imperialis
- Efferia incisura
- Efferia incognita
- Efferia inflata
- Efferia insula
- Efferia intermedius
- Efferia jubata
- Efferia kansensis
- Efferia kelloggi
- Efferia knowltoni
- Efferia kondratieffi
- Efferia labidophora
- Efferia lades
- Efferia lasciva
- Efferia latiforceps
- Efferia latruncula
- Efferia lesbius
- Efferia leucocoma
- Efferia loewi
- Efferia luna
- Efferia macrolabis
- Efferia macroxipha
- Efferia macularis
- Efferia marginata
- Efferia mediana
- Efferia mellina
- Efferia mesquite
- Efferia mexicana
- Efferia minor
- Efferia monki
- Efferia montensis
- Efferia mortensoni
- Efferia murina
- Efferia mygidon
- Efferia nemoralis
- Efferia neoinflata
- Efferia neosimilis
- Efferia nigerina
- Efferia nigripes
- Efferia nigritarsis
- Efferia obscura
- Efferia ordwayae
- Efferia pachychaeta
- Efferia pallidula
- Efferia parkeri
- Efferia parva
- Efferia parvula
- Efferia patagoniensis
- Efferia pavida
- Efferia peralta
- Efferia pernicis
- Efferia picea
- Efferia pictipennis
- Efferia pilosa
- Efferia pilosula
- Efferia pina
- Efferia pinali
- Efferia plena
- Efferia poecilolampra
- Efferia pogonias
- Efferia portoricensis
- Efferia prairiensis
- Efferia prattii
- Efferia producta
- Efferia prolifica
- Efferia propinqua
- Efferia pulchripes
- Efferia pumila
- Efferia pyrrhogona
- Efferia quadrimaculata
- Efferia rapax
- Efferia remus
- Efferia rubidiventris
- Efferia rufina
- Efferia rufipes
- Efferia rufithorax
- Efferia rufitibia
- Efferia sagax
- Efferia satyrus
- Efferia schadei
- Efferia senilis
- Efferia serrula
- Efferia setigera
- Efferia sicyon
- Efferia similis
- Efferia singularis
- Efferia sinuosa
- Efferia slossonae
- Efferia snowi
- Efferia sonorensis
- Efferia speciosa
- Efferia spiniventris
- Efferia spinula
- Efferia splendens
- Efferia staminea
- Efferia stigmosa
- Efferia stimicon
- Efferia stylata
- Efferia subappendiculata
- Efferia subarida
- Efferia subchalybea
- Efferia subcuprea
- Efferia subpilosa
- Efferia suspiciosa
- Efferia tabescens
- Efferia tagax
- Efferia texana
- Efferia titan
- Efferia tolandi
- Efferia tortola
- Efferia tricella
- Efferia triton
- Efferia truncata
- Efferia tuberculata
- Efferia tucsoni
- Efferia utahensis
- Efferia varipes
- Efferia vauriei
- Efferia velox
- Efferia vertebrata
- Efferia wilcoxi
- Efferia willistoni
- Efferia vinalensis
- Efferia woodleyi
- Efferia yermo
- Efferia yuma
- Efferia zetterstedti
- Efferia zonata